# Man In Space Soonest
Man In Space Soonest (MISS) (zu Deutsch „Mensch im Weltraum schnellstmöglich“) war ein US-amerikanisches Programm der U.S. Air Force, um vor der Sowjetunion einen Raumfahrer in den Weltraum zu schicken. 

## Geschichte
Am 25. Juni 1958 wurden neun Testpiloten von der U.S. Air Force für das MISS-Programm ausgewählt. Diese Auswahl war die erste Astronautenauswahl in der Geschichte. Aus dieser Gruppe wurden später Astronauten des Apollo-Programms und Testpiloten des X-15-Programms.
Die Planungen der Air Force sahen vor, mit einer Thor-Rakete bzw. später mit einer Atlas-Rakete eine bemannte Kapsel in eine Umlaufbahn zu schießen. Das Programm wurde an die NASA übertragen, als diese am 1. Oktober 1958 gegründet wurde und ihr die Verantwortung für die bemannte Raumfahrt übertragen wurde. Das MISS-Programm wurde von der NASA eingestellt und mündete ins Mercury-Programm. 
MISS war nicht erfolgreich, da die Sowjetunion mit Wostok 1 am 12. April 1961 den ersten Menschen, nämlich Juri Gagarin, in den Weltraum schickte.

## Die Mitglieder der MISS-Gruppe
- Neil Armstrong
- William Bridgeman
- Scott Crossfield
- Iven Kincheloe
- John McKay
- Robert Rushworth
- Joe Walker
- Alvin White
- Robert White